# 掠掩

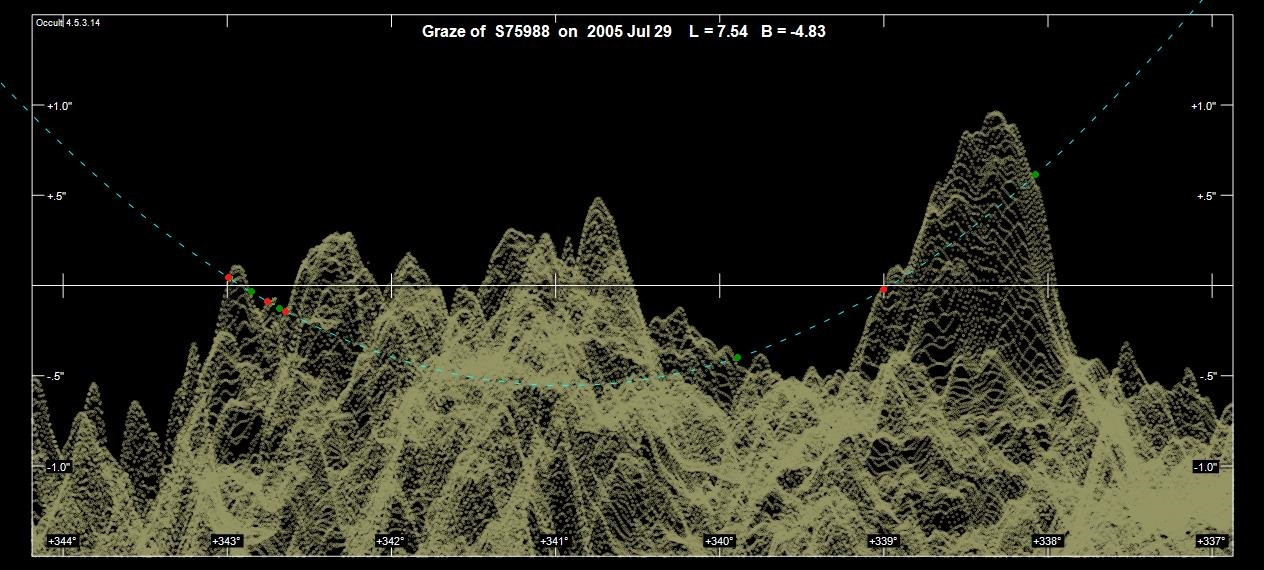
圖1：在月球地形剖面上繪製的觀測事件。它顯示了單個觀察者掠掩觀測的結果圖，其中觀察到了八個事件。恆星的路徑是彎曲的，而實際上它是月亮經過恆星。第一次消失顯示在左側（紅色），最後一次重新出現顯示在右側（綠色）。 橄欖色的點是來自輝夜姬號探月太空船的數據點。

掠掩（也稱為月掠掩星，月掠掩，或簡稱為掠）是一種月掩星現象，其中被掩蔽的恆星間歇性地消失與重現在月球的邊緣。 
一個由許多觀察者組成的團隊可以結合掠掩並建塑月球地形在邊緣的精確輪廓。

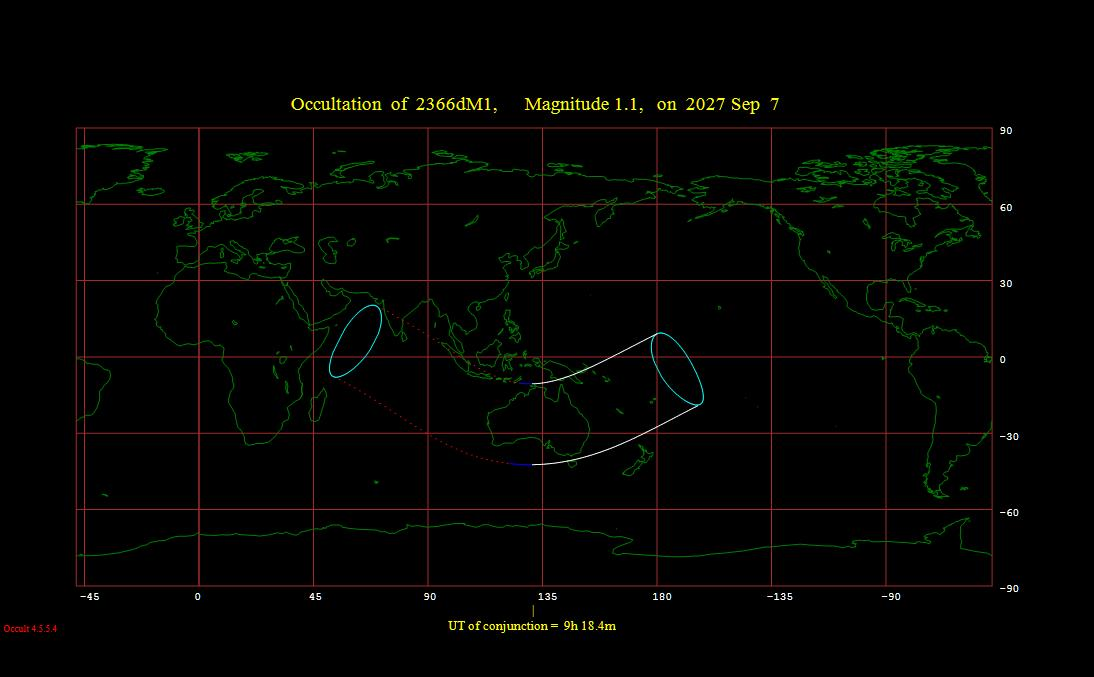
圖2：預測2027年9月7日月掩心宿二的事件時，月球陰影穿過地球的路徑的地圖。左側橢圓（西側）表示地球該區域在月出可見此事件。右側橢圓（東側）表示該區域在月末時可見此事件，圖中顯示了可見的北緣部和南緣界線。在所示的例子中，只要天氣條件允許，白線之間的地區將在夜間看到此事件；藍線之間的地區將在暮曙光中看到此事件；紅色虛線之間的地區在白天看見此事件（視星等亮於+2的）

由於掠地路徑很少經過已建立的觀測場，業餘天文學家使用便攜式觀測設備並前往沿著陰影路徑界線的地點。目標是盡可能準確地報告每個事件的UTC時間，以及接收GPS時間訊號的設備經常被用作時基。
使用兩種方法進行觀察：
- 目視：觀察者有一個可聽見的UTC報時裝置（例如，調諧到WWV（無線電臺）（英语：WWV (radio station)）和錄音設備（例如錄音機）並通過望遠鏡觀察目標，當恆星消失時，呼叫"消失"，當恆星再次出現時，則呼叫"返回"。稍後分析音訊記錄以提取事件時間。
- 影片：觀察者使用小型攝影機，通常安裝在望遠鏡的對焦器中。影片時間插入器 （VTI） 通常用於將 UTC 時間戳插入到錄製的每一幀上。無論是手提攝影機（英语：camcorder）、數位影片錄影機或筆記型電腦用於錄製視頻流。稍後對視頻記錄進行分析以提取事件時間。

這些觀察結果對以下方面很有用：
- 完善對恆星位置和運動的知識[3]。
- 檢查月球極地與邊緣的地形剖面[4]。
- 測量地球自轉[5]。

## 進階讀物
- Grazing Lunar Occultations, Royal Astronomical Society of New Zealand,
- Eric, Limburg. . Occultation Newsletter, International Occultation Timing Association (IOTA). 2002-01-10, 8 (4): 4. Bibcode:2002OccN....8d...4L. ISSN 0737-6766 （英语）.</ref> and
- Wilds, Richard P. . . Cham: Springer International Publishing. 2018: 1–10. ISBN 978-3-319-05546-6. doi:10.1007/978-3-319-05546-6_220-3.

## 外部連結
- Wood, Chuck. . Lunar Photo of the Day. March 7, 2005  [2022-10-15]. （原始内容存档于2022-10-15）., showing grazing occultation of Jupiter as seen from Melbourne, Australia
- Astronomy Picture of Day for March 16, 2007, showing grazing occultation of Saturn  （页面存档备份，存于）
- International Occultation Timing Association （页面存档备份，存于） Predicted paths for future grazing occultations
- Zodiacal Catalogue (XZ80Q) of stars that can be occulted by the moon  （页面存档备份，存于）
- Herald, David. . vizier.u-strasbg.fr. VizieR.   [2018-06-16]. （原始内容存档于2022-07-06）.
- Predictions and analysis of Lunar Occultations and Grazing Lunar Occultations. Occult (Software), Lunar Occultation Workbench (LOW) and GRAZEPREP （页面存档备份，存于）